# The Dream Chapter: Star
The Dream Chapter: Star (kor. 꿈의 장: STAR) – debiutancki minialbum południowokoreańskiej grupy TXT, wydany 4 marca 2019 roku przez wytwórnię Big Hit Entertainment. Płytę promował singel „Crown” (kor. 어느날 머리에서 뿔이 자랐다 (CROWN)).

## Tło
Debiut zespołu Tomorrow X Together (TXT) został po raz pierwszy ogłoszony w styczniu poprzez serię filmów ukazujących kolejnych członków. 22 lutego opublikowano listę utworów do debiutanckiego albumu. 4 marca TXT zadebiutowali na kanale Mnet wykonując swój debiutancki singel „Crown”, „Blue Orangeade” oraz „Nap of a star” (kor. 별 의 낮잠). 7 kwietnia na kanale YouTube Big Hitu zostało opublikowane „lyric video” z singlem „Blue Orangeade”. Teledysk do „Cat & Dog” został wydany 25 kwietnia o północy KST, a 5 czerwca ukazał się teledysk do „Nap of a star” na tym samym kanale.

## Lista utworów
| CD | CD                                                                                    | CD                                                                                                   | CD                                        | CD      |
| Nr | Tytuł utworu                                                                          | Tekst & muzyka                                                                                       | Producent                                 | Długość |
| -- | ------------------------------------------------------------------------------------- | --- | ----------------------------------------- | ------- |
| 1. | „Blue Orangeade”                                                                      | Slow Rabbit, Moonshine, Cazzi Opeia, Ellen Berg, Supreme Boi                                         | Slow Rabbit                               | 3:06    |
| 2. | „Eoneunal Meorieseo Ppuri Jaratda (CROWN)” (kor. 어느날 머리에서 뿔이 자랐다 (CROWN)) | Slow Rabbit, Melanie Joy Fontana, Michel 'Lindgren' Schulz, Supreme Boi, Bang Si Hyuk, Mayu Wakisaka | Slow Rabbit                               | 3:51    |
| 3. | „Our Summer”                                                                          | The Futuristics, Delacey, Jesse St John, Shae Jacobs, Bang Si Hyuk, ADORA                            | The Futuristics                           | 3:20    |
| 4. | „Cat & Dog”                                                                           | Daniel "JUNE NAWAKII" Celestin, Darel "BEBE DA RICH" Ituta, Supreme Boi                              | Daniel "JUNE NAWAKII" CelestinSupreme Boi | 3:08    |
| 5. | „Byeolui Najjam” (kor. 별의 낮잠, ang. Nap of a star)                                 | LEL, Bang Si Hyuk, Slow Rabbit                                                                       | LEL                                       | 4:03    |

## Notowania
| Lista                              | Pozycja |
| ---------------------------------- | ------- |
| Gaon Weekly Album Chart            | 1       |
| Five Music (Tajwan)                | 1       |
| Belgian Albums (Ultratop Flanders) | 98      |
| Canadian Albums (Billboard)        | 100     |
| French Digital Albums (SNEP)       | 11      |
| Oricon Album Chart                 | 3       |
| Scottish Albums (OCC)              | 71      |
| Spanish Albums (PROMUSICAE)        | 58      |
| Swiss Albums (Schweizer Hitparade) | 58      |
| UK Digital Albums (OCC)            | 20      |
| US Billboard 200                   | 1       |
| US World Albums (Billboard)        | 1       |

## Sprzedaż
| Kraj                | Sprzedaż |
| ------------------- | -------- |
| Japonia             | 24 796   |
| Korea Południowa    | 224 155  |
| USA (Nielsen Music) | 4000     |